# Arteră temporală mediană
Artera temporală medie este o arteră majoră care apare imediat deasupra arcului zigomatic și, perforând fascia temporală, dă ramuri temporale, anastomozându-se cu ramurile temporale profunde ale maxilarului intern.
Ocazional emite o ramură zigomatico-orbitală, care se desfășoară de-a lungul marginii superioare a arcului zigomatic, între cele două straturi ale fasciei temporale, până la unghiul lateral al orbitei (orificiul ochiului).

## Imagini suplimentare

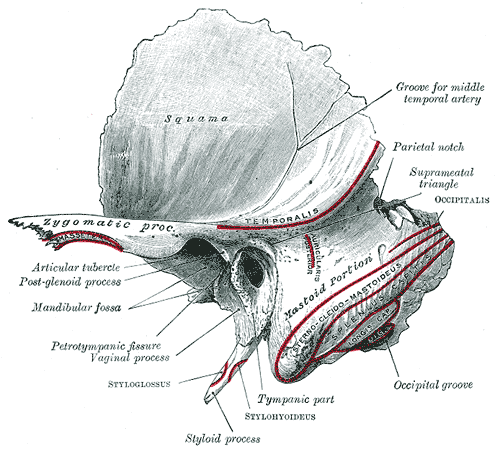
Osul temporal stâng. Suprafata exterioara.